# Bidens bidentoides
Bidens bidentoides là một loài thực vật có hoa trong họ Cúc. Loài này được (Nutt.) Britton mô tả khoa học đầu tiên năm 1893.